# مارثا ألف
مارثا ألف (بالإنجليزية: Martha Alf)‏ هي رسامة أمريكية، ولدت في 13 أغسطس 1930 في بيركيلي في الولايات المتحدة.